# Brévent
Der Brévent ist ein Berg mit einer Höhe von 2525 Metern am südlichen Ende des Bergmassivs der Aiguilles Rouges im französischen Département Haute-Savoie.
Trotz relativ geringer Höhe ist er aufgrund seiner Lage oberhalb des Tals der Arve bei Wanderern sehr beliebt wegen des Panoramablicks auf den Mont Blanc.

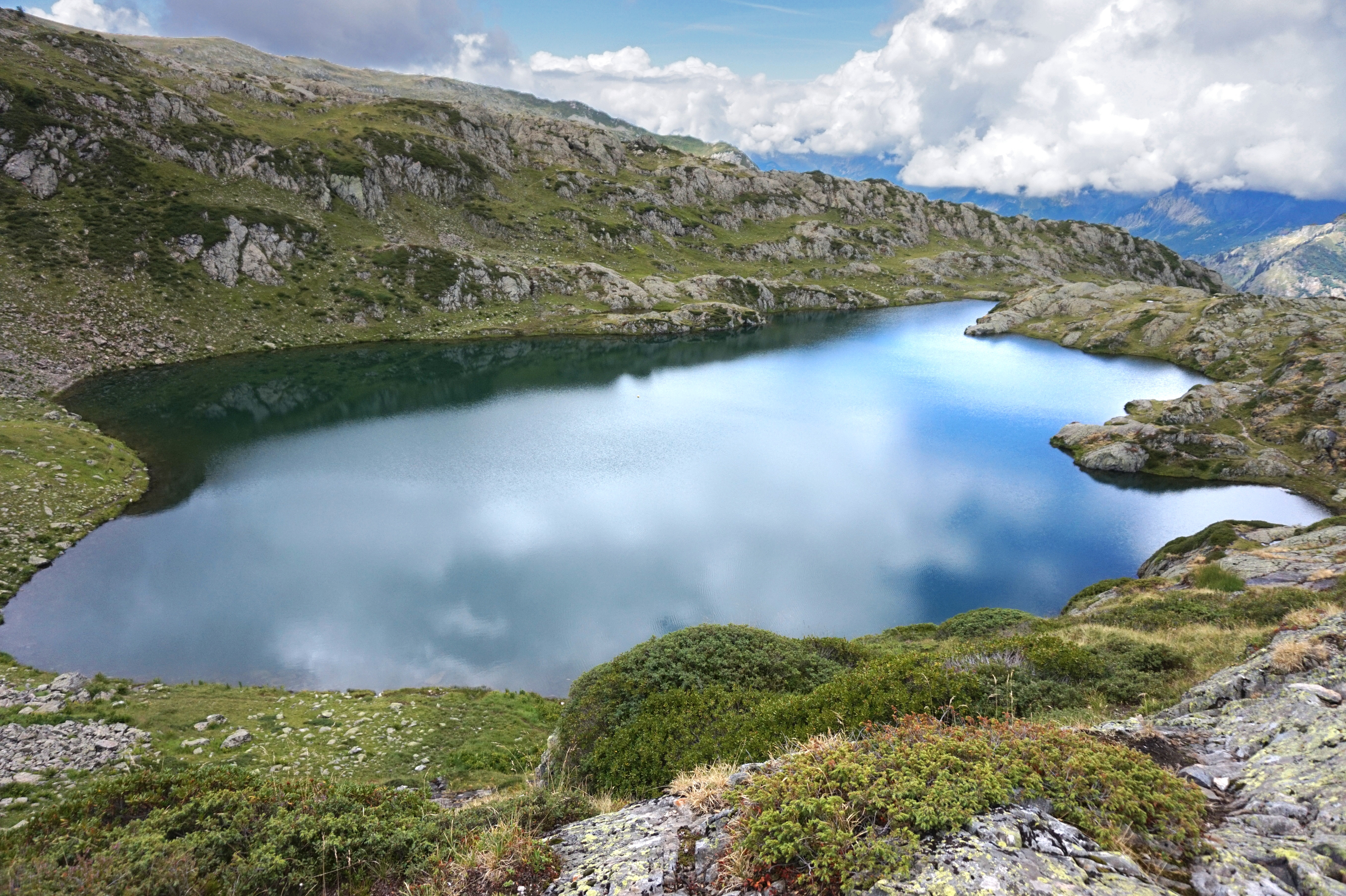
Lac du Brévent

Seit 1930 über eine Seilbahn erreichbar, wurde Le Brévent zu einer Art Hausberg von Chamonix. Mit einer Gondelbahn erreicht man von Chamonix zunächst die Zwischenstation Planpraz auf gut 2000 Meter Höhe, von dort mit einer Luftseilbahn die knapp 2500 Meter hoch gelegene Bergstation am Gipfel des Brévent. Eingebettet in den Südwesthang liegt der Lac du Brévent, rund 2150 Meter über Meereshöhe; bei Höchststand erreicht sein Wasserspiegel den Abfluss über den Ravin du Brévent nach Nordnordwest in die Diosaz.
Das am Osthang des Brévent erschlossene Skigebiet ist eines der dem Zentrum von Chamonix nächstgelegenen. Daneben dient der Berg Gleitschirmfliegern und Wingsuitern als Startplatz.